# Robertson (priimek)
Robertson je pratronimični priimek. Izvira iz severne Anglije in Škotske. Pomeni »Robertov sin«.
- Cecil Bruce Robertson, britanski general
- Howard Percy Robertson (1903—1961), ameriški matematik in fizik
- Ian Charles Alexander Robertson, britanski general
- Brian Hubert Baron Robertson of Oakridge, britanski general
- Horace Clement Hugh Robertson, general
- George Robertson, generalni sekretar Nata
- George Robertson, ameriški dirkač
- James Wilson Robertson, generalni guverner Nigerije